# Roland Dalhäuser
Roland Dalhäuser (Suiza, 12 de junio de 1958) es un atleta suizo retirado especializado en la prueba de salto de altura, en la que consiguió ser campeón europeo en pista cubierta en 1981.

## Carrera deportiva
En el Campeonato Europeo de Atletismo en Pista Cubierta de 1981 ganó la medalla de oro en el salto de altura, con un salto por encima de 2.28 metros, superando a los saltadores alemanes Carlo Thränhardt y Dietmar Mögenburg, ambos con 2.25 metros.
En el Campeonato Europeo de Atletismo en Pista Cubierta de 1984 ganó la medalla de bronce en el salto de altura, con un salto por encima de 2.30 metros, tras los alemanes Dietmar Mögenburg (oro con 2.33 metros) y Carlo Thränhardt (plata también con 2.30 metros pero en menos intentos).